# 斯努賓島
65°29′S 65°50′W / 65.483°S 65.833°W

斯努賓島（Snubbin Island），是南極洲的島嶼，處於皮克維克島以西3.7公里，屬於比斯科群島中皮特群島的一部分，在1957年被繪入阿根廷地圖，現時由南極條約體系管理。